# So Natural
So Natural è il terzo album solista della cantante pop/soul britannica Lisa Stansfield, pubblicato nel 1993 su etichetta BMG/Arista. È il primo lavoro interamente realizzato dalla cantante insieme al marito e collaboratore Ian Devaney, dopo l'abbandono di Andy Morris, che aveva scritto e coprodotto i primi due album, Affection del 1989 e Real Love del 1992. L'unico brano realizzato da tutti e tre in questo disco è il primo singolo, In All the Right Places, contenuto anche nella colonna sonora del film Proposta indecente, con Demi Moore e Robert Redford.

## Tracce

### Album originale (1993)
1. So Natural – 5:05
2. Never Set Me Free – 5:00
3. I Give You Everything – 4:40
4. Marvellous & Mine – 4:14
5. Goodbye – 4:35
6. Little Bit of Heaven – 4:27
7. Sweet Memories – 5:32
8. She's Always There – 5:04
9. Too Much Love Makin' – 4:34
10. Turn Me On – 4:39
11. Be Mine – 4:32
12. In All the Right Places – 6:03
13. Wish It Could Always Be This Way – 4:43

### Bonus tracks nell'edizione rimasterizzata in CD (2003)
1. Gonna Try It Anyway – 4:00
2. Dream Away (duetto con Babyface) – 4:38
3. So Natural (No Presevatives Mix by Roger Sanchez) – 6:42

### Brani scartati dall'album
1. Make It Right

## Classifiche
| Classifica (1993) | Posizione massima |
| ----------------- | ----------------- |
| Austria           | 30                |
| Germania          | 25                |
| Italia            | 14                |
| Paesi Bassi       | 33                |
| Regno Unito       | 6                 |
| Svezia            | 24                |
| Svizzera          | 27                |